# Baldriga de cames roses
La baldriga de cames roses (Ardenna creatopus) és un ocell marí de la família dels procel·làrids (Procellariidae), d'hàbits pelàgics, que habita la zona oriental del Pacífic Sud, migrant cap al nord durant l'hivern austral. Cria a les illes Juan Fernández.